# Коллетт, Йонас
Йонас Коллетт (Jonas Collett, 25 марта 1772, Нествед, Дания — 3 января 1851, Христиания (Осло), Норвегия) — норвежский государственный деятель.

## Биография
После соединения Норвегии со Швецией, до 1819 года управлял департаментом внутренних дел, в 1819—21 гг. морским департаментом, затем финансовым, торговым и таможенным ведомством. С 1829 года председательствовал в государственном совете. Своей деятельностью Коллетт приобрёл большую популярность, но после решения короля в 1836 году о роспуске стортинга счёл себя вынужденным удалиться от дел. Его племянник Петер Коллетт (Peter-Jonas С., 1813—1851), профессор права в Христиании, известен своими «Forelœsninger over den norske Personrett» (Христиания, 1865—66), эстетико-критическими трудами и стихотворениями.